# Украинистика
Украини́стика, украинове́дение (укр. українознавство) — отрасль гуманитарного знания, ориентированная на изучение экономической, политической, социальной, культурной, исторической проблематики Украины, а также жизни украинской диаспоры за рубежом.

## История
До 1991 года украинистика развивалась, преимущественно, в зарубежных исследовательских центрах: (в разные времена) в Германии, Польше, Канаде, США. В советских учебных заведениях изучались, соответственно, история УССР, краеведение, украинская литература и т. д.

## В России
В качестве специальной отрасли знания российская украинистика получила определённый импульс к развитию после провозглашения государственной независимости Украины.
С первых дней своего существования российская украинистика развивалась в нескольких направлениях. Часть украинской диаспоры РФ разрабатывала языковую проблематику, проблематику украинской истории и культуры. Члены этой корпорации исходили из принципа незыблемости государственного суверенитета Украины. Другие члены украинской диаспоры РФ придерживалась мнения, что лучшее будущее Украины обусловлено максимально тесной интеграцией с Российской Федерацией и другими государствами, возникшими на постсоветском пространстве. В период становления российской украинистики значительное влияние на её проблематику оказывали такие научные и политические центры, как Институт диаспоры и интеграции (Институт стран СНГ), отдел Украины Российского Института Стратегических Исследований, Фонд «Политика», Институт стран Европы, Комитет по делам СНГ Государственной Думы РФ и др.
В настоящее время периодические и систематические исследования в области украинистики проводятся в Институте русского зарубежья, в Центре украинистики и белорусистики МГУ им. М. В. Ломоносова, Российском государственном гуманитарном университете, Институте Славяноведения РАН, Фонде эффективной политики, Институте экономики РАН, Центре восточноевропейских исследований и ряде других научных, образовательных и исследовательских учреждений.
Российская украинистика — сравнительно молодая отрасль знания. В её формировании участвуют не только ученые, но и общественно-политические деятели, журналистский корпус, российская и украинская интеллигенция.